# Roussinovo
Roussinovo (en macédonien Русиново) est un village de l'est de la Macédoine du Nord, situé dans la municipalité de Berovo. Le village comptait 2 095 habitants en 2002.

## Démographie
Lors du recensement de 2002, le village comptait :
- Macédoniens : 2 092
- Serbes : 1
- Autres : 2